# Teluk Pandan (kecamatan)
Teluk Pandan (indonez. Kecamatan Teluk Pandan) – kecamatan w kabupatenie Kutai Timur w prowincji Borneo Wschodnie w Indonezji.
Kecamatan ten graniczy od północy z kecamatanem Sangatta Selatan, a od pozostałych stron z kabupatenem Kutai Kartanegara.
W 2010 roku kecamatan ten zamieszkiwało 12 208 osób, z których 100% stanowiła ludność wiejska. Mężczyzn było 6 554, a kobiet 5 654. 11 505 osób wyznawało islam, a 632 chrześcijaństwo.
Znajdują się tutaj miejscowości: Danau Redan, Kandolo, Martadinata, Suka Damai, Suka Rahmat, Teluk Pandan.